# Distrikt Alfonso Ugarte
Der Distrikt Alfonso Ugarte liegt in der Provinz Sihuas in der Region Ancash in West-Peru. Der Distrikt wurde am 27. März 1953 gegründet. Benannt wurde der Distrikt nach Alfonso Ugarte (1847–1880), einem peruanischen Militär, der am Salpeterkrieg gegen Bolivien und Chile teilnahm.
Der Distrikt besitzt eine Fläche von 89,1 km². Beim Zensus 2017 wurden 567 Einwohner gezählt. Im Jahr 1993 lag die Einwohnerzahl bei 1097, im Jahr 2007 bei 874. Die Distriktverwaltung befindet sich in der 3205 m hoch gelegenen Ortschaft Ullulluco mit 215 Einwohnern (Stand 2017). Ullulluco liegt 25 km ostnordöstlich der Provinzhauptstadt Sihuas.

## Geographische Lage
Der Distrikt Alfonso Ugarte liegt im äußersten Osten der Provinz Sihuas. Der Río Rupac und der Río Marañón fließen entlang der südöstlichen und östlichen Distriktgrenze nach Norden.
Der Distrikt Alfonso Ugarte grenzt im Westen an den Distrikt Huayllabamba, im Nordwesten an den Distrikt Quiches, im Osten an den Distrikt Santiago de Challas (Provinz Pataz), im äußersten Südosten an den Distrikt Huancaspata (ebenfalls in der Provinz Pataz) sowie im Süden an den Distrikt Parobamba (Provinz Pomabamba).